# 117703 Ochoa
117703 Ochoa este o planetă minoră (asteroid) din centura de asteroizi. A fost descoperită pe 11 martie 2005 la Observatorul Național Kitt Peak de Marc Buie⁠(d). 
Obiectul prezintă o orbită caracterizată de o semiaxă mare de 2,8445196451814 UAi, o excentricitate de 0,030064620136711, o înclinație de 1,2849371006667 ° în raport cu ecliptica.